# Denny Hulme
Denis Clive Hulme, detto Denny (Nelson, 18 giugno 1936 – Bathurst, 4 ottobre 1992), è stato un pilota automobilistico neozelandese.
Soprannominato "l'orso" per il suo carattere burbero e per la sua struttura corporea, ha ottenuto i risultati sportivi migliori in Formula 1, in cui ha vinto otto Gran Premi e il campionato del mondo nel 1967.
Pilota molto versatile e concreto, seppur privo di una guida spettacolare, nel suo palmarès annovera due titoli del Campionato CanAm e la partecipazione a diverse competizioni, dall'Indycar alle gare a ruote coperte.
Morì a causa di un infarto durante una gara sul Circuito di Bathurst.

## Carriera

### Gli inizi
Cresciuto nella terra natia, era figlio di Rona Marjorie e Clive Hulme (1911-1982), eroe della seconda guerra mondiale insignito della Victoria Cross e proprietario di una piantagione di tabacco e di una piccola ditta di trasporti. Denny Hulme imparò a guidare da solo il camion a sei anni e a diciassette lasciò la scuola per fare il meccanico e il trasportatore.
A vent'anni cominciò a prendere parte a gare locali, ottenendo discreto successo. Nel 1959 con l'aiuto del padre acquisto una Cooper di Formula 2 e l'anno seguente vinse insieme al connazionale George Lawton il trofeo "Driver to Europe" che consentiva ai migliori piloti neozelandesi di trasferirsi in Europa per fare esperienza nelle corse automobilistiche.
Debuttò quindi in Formula Junior e disputò una buona stagione, ma nel settembre del 1960 assistette alla morte dell'amico Lawton durante una gara in Danimarca. Nel frattempo, le ristrettezze economiche lo spinsero a lavorare come meccanico per Jack Brabham per mantenersi. Nella categoria ottenne comunque i suoi primi successi e riuscì a divenire pilota ufficiale Brabham in Formula 2 nel 1964, dopo aver già corso diverse gare nel team australiano nelle serie formative. In quello stesso anno, Brabham e Hulme dominarono il Trofeo di Francia e chiusero al primo e secondo posto in classifica.

### Formula 1

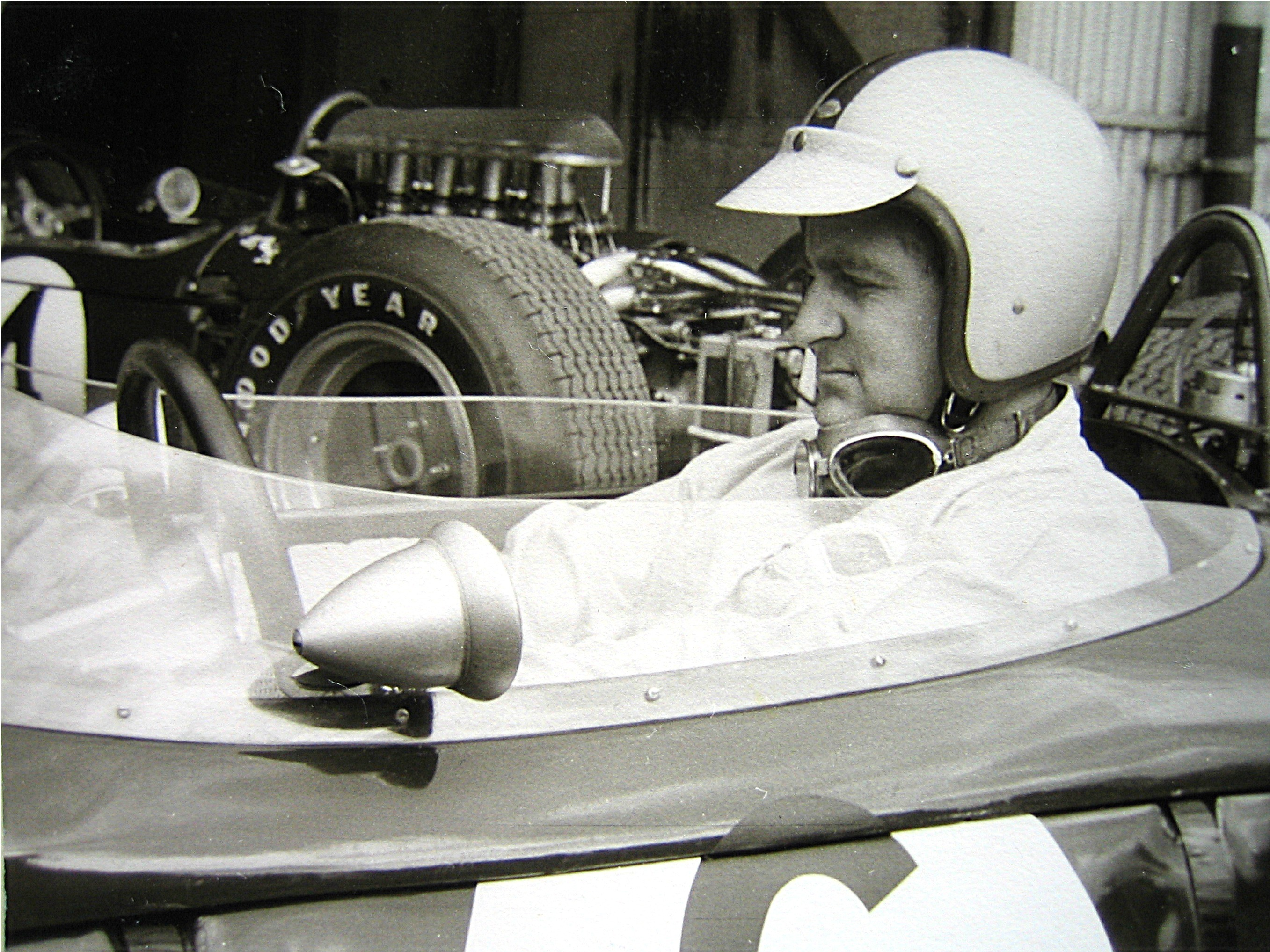
Hulme al Nürburgring nell'anno del debutto

Hulme aveva già esordito in Formula 1 nel BRDC International Trophy 1960, gara extra campionato che aveva concluso al dodicesimo posto. Negli anni seguenti, Hulme continuò a fare apparizioni saltuarie sempre in Gran Premi di questa tipologia, ottenendo qualche piazzamento.
Il debutto del pilota neozelandese in una corsa ufficiale avvenne il 30 maggio 1965, al volante di una Brabham-Climax, con la quale concluse all'ottavo posto il suo primo Gran Premio a Montecarlo. Dopo l'assenza in Belgio ritornò il 27 giugno, quarto nel GP di Francia. In Gran Bretagna si ritirò, e in Olanda fu quinto.
L'anno successivo fu confermato alla Brabham come secondo pilota, visto l'abbandono del team da parte di Dan Gurney. Il neozelandese fu protagonista di una stagione consistente, ottenendo quattro podi, tra cui un secondo posto a Brands Hatch. La sostituzione del motore Climax con il Repco rappresentò comunque un deciso incremento di competitività e poté chiudere la stagione al quarto in classifica generale.
Nel 1967 nella prima gara in Sudafrica, a Kyalami, perse per un'avaria ai freni a venti giri dalla fine. Hulme vinse il suo primo Gran Premio a Monaco, evento ricordato per l'incidente in cui morì Lorenzo Bandini. Nelle gare successive il pilota neozelandese arrivò costantemente a podio, ma è battendo il suo compagno Jack Brabham, sul difficilissimo circuito del Nürburgring, che apparve chiara la volontà di Hulme di conquistare il mondiale. Denny volle quindi il titolo anche se ciò significava ribellarsi agli ordini di squadra che volevano favorire lo stesso Brabham, patron della scuderia.

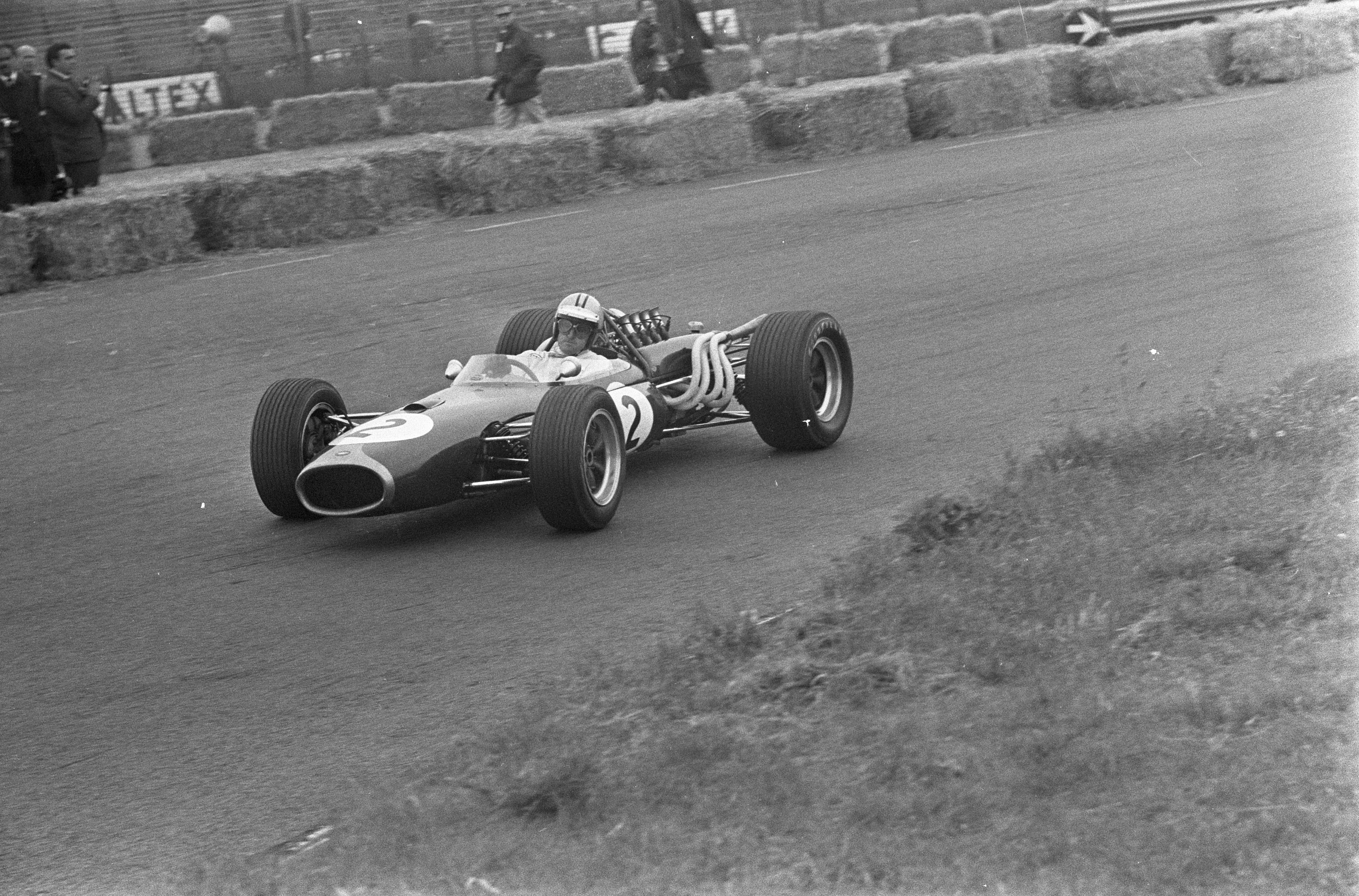
Hulme al Gran Premio d'Olanda 1967, concluso al terzo posto

Il finale della stagione fu una lotta tra i due piloti della Brabham e Jim Clark che dovette tuttavia abbandonare i suoi propositi mondiali per via delle numerose rotture della nuova e velocissima Lotus 49. La stagione si concluse in Messico con Hulme campione del mondo e Jim Clark terzo dietro ai due rivali. Questo titolo provocò le ire di Jack Brabham, beffato in classifica generale di soli cinque punti, che a fine stagione lo lasciò a piedi.
Nel 1968 Hulme andò alla McLaren, con cui, vincendo a Monza e Mont-Tremblant, rimase in lizza per il titolo fino all'ultima gara in Messico, concludendo terzo in classifica generale. L'anno successivo Hulme fu quasi sempre tra i più veloci ma una lunga serie di guasti meccanici lo privò spesso del podio: vinse solo all'ultimo appuntamento a Città del Messico.
Nel 1970 fu secondo al Gran Premio del Sudafrica, primo appuntamento stagionale; pochi mesi più tardi il suo compagno di team e titolare Bruce McLaren, morì durante i collaudi di una vettura CanAm, campionato nordamericano che la scuderia dominava. La squadra, sconvolta per la perdita del fondatore, trovò in Hulme l'uomo che la traghettò fino all'epoca Fittipaldi. Infatti, superata la terribile stagione 1971, Hulme mostrò grandi doti velocistiche e tattiche, conquistando sempre almeno una vittoria a stagione e raccogliendo numerosi podi.

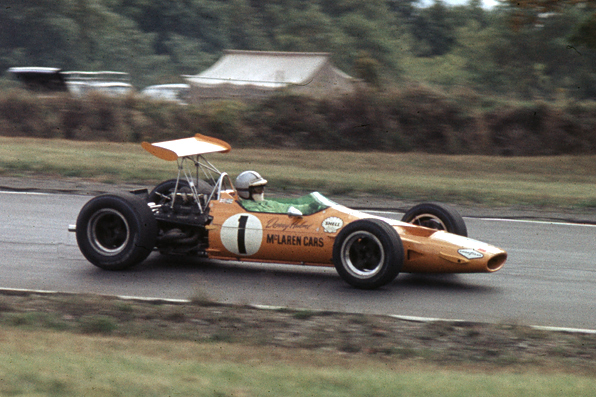
Hulme, su McLaren, nel Gran Premio degli Stati Uniti del 1968 a Watkins Glen

Al Gran Premio di Svezia ad Anderstorp nel 1973, avendo scelto pneumatici di mescola più dura, fu protagonista una strepitosa rimonta e superò Ronnie Peterson al penultimo giro. Grande regolarista dava il meglio di sé in gara ed era sempre pronto a sfruttare i passi falsi degli avversari, come quando vinse il Gran Premio del Sudafrica a Kyalami nel 1972, spezzando un digiuno, suo e del team, di più di due anni.
Il neozelandese guidò spesso macchine affidabili ma non velocissime e l'unica pole che Hulme ottenne fu proprio in Sudafrica nel 1973, quando portò al debutto la leggendaria McLaren M23. Nel 1974 il promettente statunitense Peter Revson, suo compagno di squadra nelle ultime stagioni, morì nei test a Kyalami. Questo episodio, unito alla pericolosità delle gare di quel periodo, spinse il pilota neozelandese al ritiro, dopo aver vinto otto Gran Premi, l'ultimo proprio in quell'anno a Buenos Aires, quando ancora una volta approfittò di un'avaria meccanica per superare il giovane Carlos Reutemann all'ultimo giro.

### Campionato CanAm
Dal 1966 al 1972 Hulme prese parte anche al campionato Can-Am. Il primo anno fu di apprendistato, ma già il secondo vide grossi miglioramenti grazie al posto ottenuto nel team McLaren, quando con lo stesso Bruce McLaren si sarebbe giocato il titolo nell'ultima gara, ottenendo il secondo posto a soli tre punti di distacco in quello che la stampa definì "The Bruce and Danny Show". Il pilota neozelandese conquistò poi il titolo nel 1968 e nel 1970. Nel 1969, ne 1971 e nel 1972 fu secondo, battuto rispettivamente dai compagni di squadra McLaren e Peter Revson e in seguito da George Follmer, alla guida di una Porsche.

### 500 Miglia di Indianapolis
Denny Hulme partecipò a quattro edizioni della 500 Miglia di Indianapolis e fu quarto sia nel 1967 che nel 1968

### Vittorie
- 1967: Monaco, Germania
- 1968: Italia, Canada
- 1969: Messico
- 1972: Sudafrica
- 1973: Svezia
- 1974: Argentina

## Risultati completi in Formula 1
| 1965 | Scuderia | Vettura    |  |   |  |   |     |   |     |     |  |  |  |  |  |  |  | Punti | Pos. |
| ---- | -------- | ---------- |  | - |  | - | --- | - | --- | --- |  |  |  |  |  |  |  | ----- | ---- |
| 1965 | Brabham  | BT7 e BT11 |  | 8 |  | 4 | Rit | 5 | Rit | Rit |  |  |  |  |  |  |  | 5     | 11º  |

| 1966 | Scuderia | Vettura     |     |     |   |   |     |     |   |     |   |  |  |  |  |  |  | Punti | Pos. |
| ---- | -------- | ----------- | --- | --- | - | - | --- | --- | - | --- | - |  |  |  |  |  |  | ----- | ---- |
| 1966 | Brabham  | BT22 e BT20 | Rit | Rit | 3 | 2 | Rit | Rit | 3 | Rit | 3 |  |  |  |  |  |  | 18    | 4º   |

| 1967 | Scuderia | Vettura           |   |   |   |     |   |   |   |   |     |   |   |  |  |  |  | Punti | Pos. |
| ---- | -------- | ----------------- | - | - | - | --- | - | - | - | - | --- | - | - |  |  |  |  | ----- | ---- |
| 1967 | Brabham  | BT20, BT19 e BT24 | 4 | 1 | 3 | Rit | 2 | 2 | 1 | 2 | Rit | 3 | 3 |  |  |  |  | 51    | 1º   |

| 1968 | Scuderia | Vettura   |   |   |   |     |     |   |   |   |   |   |     |     |  |  |  | Punti | Pos. |
| ---- | -------- | --------- | - | - | - | --- | --- | - | - | - | - | - | --- | --- |  |  |  | ----- | ---- |
| 1968 | McLaren  | M5A e M7A | 5 | 2 | 5 | Rit | Rit | 5 | 4 | 7 | 1 | 1 | Rit | Rit |  |  |  | 33    | 3º   |

| 1969 | Scuderia | Vettura |   |   |   |   |    |     |     |   |     |     |   |  |  |  |  | Punti | Pos. |
| ---- | -------- | ------- | - | - | - | - | -- | --- | --- | - | --- | --- | - |  |  |  |  | ----- | ---- |
| 1969 | McLaren  | M7A     | 3 | 4 | 6 | 4 | 10 | Rit | Rit | 7 | Rit | Rit | 1 |  |  |  |  | 20    | 6º   |

| 1970 | Scuderia | Vettura |   |     |   |  |  |   |   |   |     |   |     |   |   |  |  | Punti | Pos. |
| ---- | -------- | ------- | - | --- | - |  |  | - | - | - | --- | - | --- | - | - |  |  | ----- | ---- |
| 1970 | McLaren  | M14A    | 2 | Rit | 4 |  |  | 4 | 3 | 3 | Rit | 4 | Rit | 7 | 3 |  |  | 27    | 4º   |

| 1971 | Scuderia | Vettura |   |   |   |    |     |     |     |     |  |   |     |  |  |  |  | Punti | Pos. |
| ---- | -------- | ------- | - | - | - | -- | --- | --- | --- | --- |  | - | --- |  |  |  |  | ----- | ---- |
| 1971 | McLaren  | M19A    | 6 | 5 | 4 | 12 | Rit | Rit | Rit | Rit |  | 4 | Rit |  |  |  |  | 9     | 13º  |

| 1972 | Scuderia | Vettura     |   |   |     |    |   |   |   |     |   |   |   |   |  |  |  | Punti | Pos. |
| ---- | -------- | ----------- | - | - | --- | -- | - | - | - | --- | - | - | - | - |  |  |  | ----- | ---- |
| 1972 | McLaren  | M19A e M19C | 2 | 1 | Rit | 15 | 3 | 7 | 5 | Rit | 2 | 3 | 3 | 3 |  |  |  | 39    | 3º   |

| 1973 | Scuderia | Vettura    |   |   |   |   |   |   |   |   |   |     |    |   |    |    |   | Punti | Pos. |
| ---- | -------- | ---------- | - | - | - | - | - | - | - | - | - | --- | -- | - | -- | -- | - | ----- | ---- |
| 1973 | McLaren  | M19C e M23 | 5 | 3 | 5 | 6 | 7 | 6 | 1 | 8 | 3 | Rit | 12 | 8 | 15 | 12 | 4 | 26    | 6º   |

| 1974 | Scuderia | Vettura |   |    |   |   |   |     |     |     |   |   |     |   |   |   |     | Punti | Pos. |
| ---- | -------- | ------- | - | -- | - | - | - | --- | --- | --- | - | - | --- | - | - | - | --- | ----- | ---- |
| 1974 | McLaren  | M23     | 1 | 12 | 9 | 6 | 6 | Rit | Rit | Rit | 6 | 7 | Rit | 2 | 6 | 6 | Rit | 20    | 7º   |

| Legenda | 1º posto     | 2º posto | 3º posto    | A punti         | Senza punti/Non class.  | Grassetto – Pole position Corsivo – Giro più veloce |
| Legenda | Squalificato | Ritirato | Non partito | Non qualificato | Solo prove/Terzo pilota | Grassetto – Pole position Corsivo – Giro più veloce |

## La morte
Pur non potendosi annoverare tra i piloti deceduti in incidente in competizioni motoristiche, morì per un attacco cardiaco nel corso della 1000 km di Bathurst del 1992, in Australia. Fece in tempo ad avvertire i box ed a fermare l'auto, venne estratto dall'auto e trasportato all'ospedale di Bathurst dove venne dichiarato deceduto.
Hulme fu sepolto in Nuova Zelanda nel cimitero di Te Puke, vicino al figlio Martin.